# 施特赖特豪森
施特赖特豪森是德国莱茵兰-普法尔茨州的一个市镇。
总面积3.93平方公里，总人口531人，其中男性280人，女性251人（2011年12月31日），人口密度135人/平方公里。

## 地理

### 地理位置
从总体上来看，施特赖特豪森在南北轴线上处于科布伦茨和锡根之间，在东西轴线上处于科隆和美因河畔法兰克福之间，它位于韦斯特瓦尔德北部，同时也构成莱茵兰-普法尔茨的北部。该镇是克罗帕奇瑞士地区的一部分，以大、小尼斯特河著名，有狭窄的山谷和一些陡峭的山坡，位于小尼斯特河以南的一个侧谷中。

### 附近乡镇
全镇面积共392公顷，海拔230－380米。它的东北部与阿策尔吉夫特和尼斯特镇接壤，东南部与西南部与Große Nister接壤，与哈亨堡 、 米申巴赫和Astert镇接壤，西与林巴赫镇接壤，西北部与Limbach的Kleine Nister接壤和Atzelgift镇。全镇边界线总长约15公里。

### 区域划分

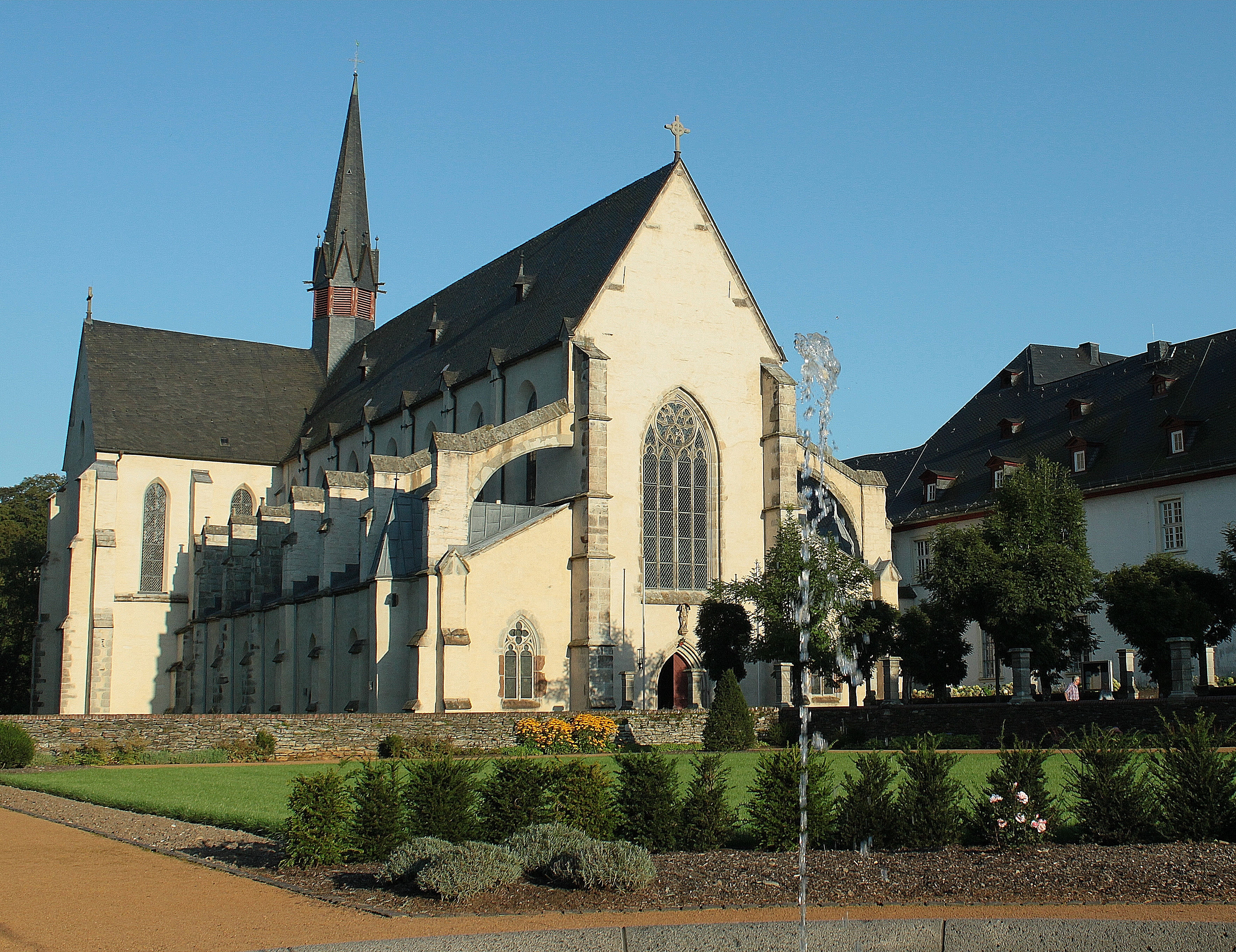
马林施塔特修道院教堂

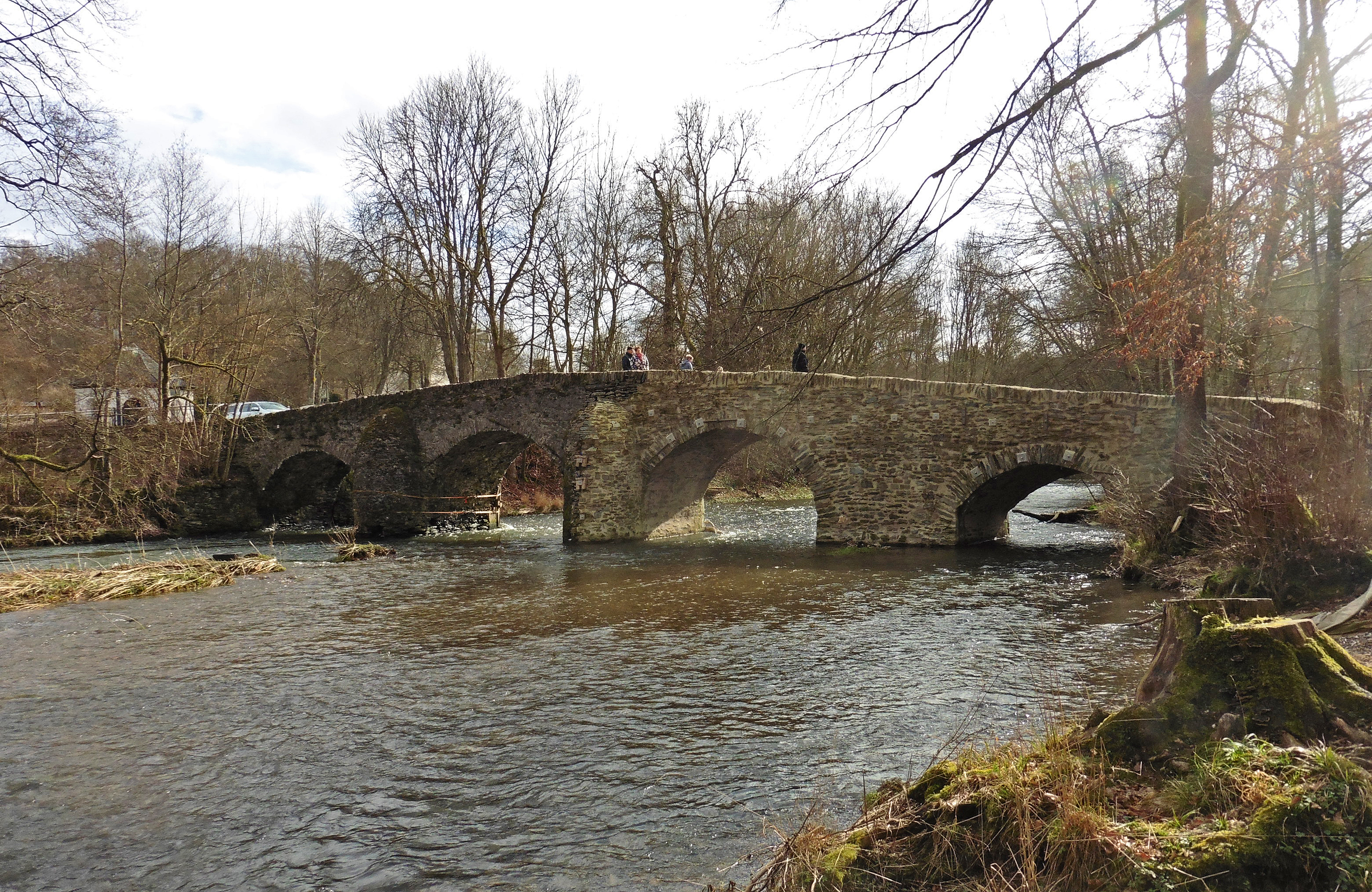
修道院以西的历史悠久的尼斯特桥

在1222年，Waldrand镇的小尼斯特河以北的Kempfsmühle、Luckenbach和哈亨堡间道路东南部的Morgensonne 、尼斯特区以南的Kellerhof、Cistercian修道院Marienstatt都属于 Streithausen。

## 自然
施特赖特豪森位于尼斯特保护区。